# ماه‌دوران سلطان
ماه‌دوران سلطان (به ترکی استانبولی: Mahidevran Sultan؛ زادهٔ ۱۵۰۰ – درگذشتهٔ ۳ فوریه ۱۵۸۱) که با نام گل‌بهار هم شناخته می‌شود، با نام اصلی مالحوروب ایداروونا، اولین خاصگی سلطان سلیمان یکم و مادر شاهزاده مصطفی بود.

## نام‌شناسی
ماه‌دوران، با تلفظ ترکی ماهی‌دوران (به ترکی استانبولی: Mahidevran)، به معنای کسی است که همیشه زیبا است یا کسی که هیچ‌زمان زیبایی‌اش تمام نمی‌شود یا کسی که زیبای همه زمان‌ها است. برخی منابع نام او را گلبهار ذکر کرده‌اند به‌معنای کسی که مانند گل همیشه بهار است.

## اصالت
دربارهٔ اصالت ماه‌دوران سلطان اختلاف است. به گفته سفیران ونیزی او اصالتی چرکسی داشته‌است. نام پدر ماه‌دوران در اسناد معاصر عبدالله ذکر شده‌است که نشان می‌دهد او برده‌ای بوده که مسلمان شده‌است. به گفته منابع دیگر ماه‌دوران دختر یک تاجر آلبانی بوده‌است.

## زندگی‌نامه

### همسر سلطان
ماه‌دوران جزء ۱۷ زن حرم‌سرای سلیمان در مانیسا بود و همراه با سه نفر دیگر روزانه ۴ آسپر دریافت می‌کرد. او شاهزاده مصطفی را در سال ۱۵۱۵ و در سن ۱۵ سالگی به دنیا آورد و به سوگلی سلیمان تبدیل شد.
در سال ۱۵۲۰ سلیمان به سلطنت رسید و ماه‌دوران همراه فرزندانش به استانبول رفت. در سال ۱۵۲۱ شاهزاده محمود فرزند ارشد سلیمان فوت شد و مصطفی به عنوان بزرگ‌ترین پسر او ولیعهد سلطنت شد. در اوایل سلطنت سلیمان، ماه‌دوران با رقیب جدی رو به رو شد، خرم سلطان که بعداً به خاصگی و همسر عقدی سلیمان تبدیل شد.
خرم درسال ۱۵۲۱ شاهزاده محمد و به دنبال آن چهار شاهزاده دیگر متولد شدند، این امر باعث کاهش قدرت ماه‌دوران در حرم‌سرای سلیمان شد. دشمنی میان ماه‌دوران و خرم تا حدودی توسط حفصه سلطان مادر سلیمان سرکوب می‌شد اما بعد از مرگ او دشمنی آن‌ها شدت گرفت تا جایی که ماه‌دوران با شدت خرم را کتک زد و سلیمان برای کنترل بهتر  ماه‌دوران را به مانیسا فرستاد، این اوضاع به سود خرم به عنوان تنها زن موردعلاقه سلطان و با کنترل کردن حرم‌سرا و قصر امپراتوری تمام شد.

### مادر شاهزاده ولیعهد
ماه‌دوران در سال ۱۵۳۴ همراه با مصطفی به مانیسا رفت. وی مسئول اداره حرم‌سرای پسرش در مانیسا بود. وی نقش اساسی در تربیت فرزندان مصطفی داشت. به گفته سفیرانی که از مانیسا دیدن کرده بودند دادگاه مصطفی همانند دادگاه پدرش بود و مادرش نقش اصلی در این مورد داشت در سال ۱۵۴۱ مصطفی به آماسیه فرستاده شد.
تا سال ۱۵۴۴ سه پسر دیگر سلیمان دارای پست استانی شدند و همه آن‌ها برای رسیدن به تاج تخت با یکدیگر رقابت کردند و ماه‌دوران تا پایان عمر پسرش تلاش کرد از او در مقابل رقیبان سیاسی محافظت کند. در نهایت شاهزاده مصطفی به دسیسه‌های خرم سلطان و رستم پاشا متهم به شورش علیه سلیمان شد و به فرمان او اعدام شد. بعد از مرگ شاهزاده مصطفی ماه‌دوران همراه با عروسان و نوادگانش به بورسا تبعید شد.

## مرگ
ماه‌دوران سلطان در طی چندین سال پس از اعدام مصطفی زندگی آشفته‌ای داشت. وی برای آماده شدن آرامگاه پسرش در بورسا تمام دارایی خود را استفاده کرد و در فقر شدید زندگی می‌کرد. ۱۳ سال بعد از مرگ مصطفی، در سال ۱۵۶۶ سلطان سلیمان درگذشت و پسر خرم سلطان، سلیم دوم به پادشاهی رسید. با این که ماه‌دوران زمان طولانی در فقر به سر برد اما چند سال آخر عمرش تا زمان وفاتش بسیار بهتر سپری شد، زیرا سلطان سلیم برای وی حقوقی کافی در نظر گرفت و عمارتی در بورسا برایش خریدار کرده و خدم و حشم زیادی را برای خدمت به او به کار گرفت. ماه‌دوران در زمان پادشاهی مراد سوم در ۳ فوریه ۱۵۸۱ درگذشت و در کنار قبر پسرش دفن شد.

## در ادبیات و فرهنگ عامه

### سریال‌ها
- در سریال رکولانا محصول سال ۱۹۹۷–۲۰۰۳، شخصیت ماه‌دوران توسط بازیگر اوکراینی، ناتالیا گونچارووا به تصویر کشیده شد.
- در مینی‌سریال خرم سلطان محصول سال ۲۰۰۳، شخصیت ماه‌دوران توسط بازیگر ترکی، خدیجه اصلان به تصویر کشیده شد.
- در سریال حریم سلطان محصول سال ۲۰۱۱–۲۰۱۴، شخصیت ماه‌دوران توسط بازیگر ترکی–آلمانی، نور فتاح‌اوغلو به تصویر کشیده شد.

### رمان‌ها
- ماه‌دوران یکی از شخصیت‌های رمان تاریخی خرم سلطان (۱۹۳۷)، نوشته: تورخان تان است.
- ماه‌دوران یکی از شخصیت‌های رمان تاریخی خرم سلطان ایل سویلشی (۲۰۰۴)، نوشته: عدنان نوربایکال است.
- ماه‌دوران یکی از شخصیت‌های رمان تاریخی اسرار حرم‌سرا (۲۰۰۸)، نوشته: آلوم باتی است.
- ماه‌دوران یکی از شخصیت‌های اصلی رمان تاریخی ماه‌دوران سلطان (۲۰۱۲)، نوشته: کمال‌الدین چالیک است.
- ماه‌دوران یکی از شخصیت‌های اصلی رمان تاریخی مادر یک شاهزاده؛ ماه‌دوران سلطان (۲۰۲۱)، نوشته: ریدوان اکبای است.
- ماه‌دوران یکی از شخصیت‌های رمان تاریخی شیرخانه؛ ظهور سلیمان باشکوه (۲۰۲۲)، نوشته: کریستوفر دوبلیگ است.
- ماه‌دوران یکی از شخصیت‌های رمان تاریخی اورونتیوس و مافالدا؛ در سفری عرفانی (۲۰۲۳)، نوشته: بئا اشن است.